# Szendrő (Magyarország)
Szendrő (szlovákul: Sendrov) város Borsod-Abaúj-Zemplén vármegyében, az Edelényi járásban.

## Fekvése
A Bódva völgyében fekszik, túlnyomórészt annak keleti, bal partján, kisebb részben a jobb parti oldalon, a megyeszékhely Miskolctól mintegy 40 kilométerre északra. Különálló településrésze Csehipuszta, a közigazgatási területének északkeleti részén.
A közvetlenül határos települések: észak felől Szalonna, északkelet felől Meszes, kelet felől Galvács, délkelet felől Abod, dél felől Szendrőlád, délnyugat felől Edelény, Izsófalva és Ormosbánya, nyugat felől Szuhogy és Alsótelekes, északnyugat felől pedig Varbóc és Perkupa.

### Földrajza
A város és környékének geológiai felépítése, formakincse változatos. Nyugati része és a Bódva völgye a zömmel középidei karbonátos kőzetekből álló Rudabánya–Szalonnai-hegység része, az alapvetően devon és karbon korú karbonátos kőzetek felépítette Szendrői-rögvidék (Szendrői-hegység) pedig a Csereháthoz tartozik.
Szendrő belterületén, a tektonikus vonalak mentén melegforrások törnek a felszínre. Egykori forrásbarlang a város északi határában, a zsidó temető mögötti kis, felhagyott kőfejtőben nyíló Szendrői-barlang.

### Megközelítése
Legfontosabb közúti megközelítési útvonala a Sajó völgyétől a szlovák határig vezető 27-es főút, mely a központján is áthalad. Szuhoggyal és azon keresztül Rudabányával a 2611-es, Galváccsal és Aboddal (illetve azokon keresztül Edelénnyel) pedig a 2615-ös út köti össze.
A hazai vasútvonalak közül a Sajóecseg–Hídvégardó-vasútvonal érinti, melynek három megállási pontja is van a határai között, a város központjához képest mindhárom a Bódva túlpartján. Miskolc felől sorrendben az első Büdöskútpuszta megállóhely, mely a város déli külterületei között létesült, nem messze a névadó, különálló településrésztől. Utána Szendrő vasútállomás következik, mely a belterület délnyugati részén helyezkedik el, ennek közúti elérését a 2611-es útból kiágazó 26 313-as számú mellékút biztosítja. Az előbbi megállóhelyhez hasonlóan csak önkormányzati utakon elérhető Szendrő felső megállóhely pedig a belterület északnyugati széle közelében található.

## Története

### Középkor
Szendrő első említése 1312-ből ismert Zundreu néven, mint Szalonnával határos falu. Nevét feltehetően Szend nevű birtokosáról kapta.
1317-ben az egri püspök és a káptalan közötti, a szendrői egyházi tized tulajdonjogával kapcsolatos jogvita kapcsán bukkant fel ismét a település neve. A pervesztes a püspök lett, a tized eztán a káptalant illette. A fennmaradt, 1332–1337 közötti tizedjegyzékek tanúsága szerint ebben az időszakban Szendrő 27-32 ezüstgarast fizetett évente, amiből arra következtethetünk, hogy már ekkor jelentős, falusias környezetéből egyértelműen kiemelkedő, inkább mezővárosi jellegű település lehetett.
1332-től Szendrő önálló plébánia volt, akkori templomát az államalapító Szent István király tiszteletére szentelték. Első név szerint ismert papja, bizonyos Márk 1333–1334 táján szolgált itt. A település nevezetes egyházművészeti emléke, a Zsigmond-kori hazai ötvösművészet egyik remeke a közel 2 kilogrammos, dúsan aranyozott ezüstből készült, gótikus stílusú szendrői monstrancia. Ez az 1430-as évekből származó úrmutató ma a Magyar Nemzeti Múzeum állandó kiállításának része, amelytől a katolikus iskola megépítésének fedezetéül váltak meg a szendrőiek 1929-ben. A helyi hagyomány szerint a Gacsal-dűlőből került elő, szántás közben a földből fordította ki az eke. Nem ismeretes, hogy milyen körülmények között rejthették el korábban.
Itt épült a 14. században a vármegye első kővára. A század közepén a vár királyi kézen volt, de nem tudni, hogy maguk az Anjouk építették-e vagy egy korábban megépített magánvárat szerzett meg az uralkodó. Az erődítés nem a későbbi felső vár helyén, azaz a Vár-hegyen keresendő: a régészek szerint valószínűleg a 16. századi Bebek-vár (alsó vár) helyén, a mostani főtértől északra állt. Zsigmond 1387–1392 körül a pelsőci Bebek családnak juttatta a várat, s ők is maradtak a birtokosok csaknem két évszázadon át, 1566-ig.
A Bebekek a 15. század végéig Szendrőben rendezték be Bódva-völgyi uradalmi központjukat, amelyhez kilenc település tartozott. A 16. században tovább bővítették a birtoktestet, így 1549-re a szendrői Bebek-uradalomhoz már huszonkét falu tartozott 188,5 adózó portával és 172 zsellérrel.

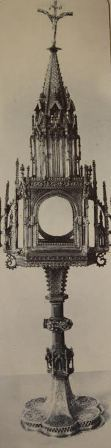
A magyar ötvösművészet remeke, a gótikus szendrői monstrancia

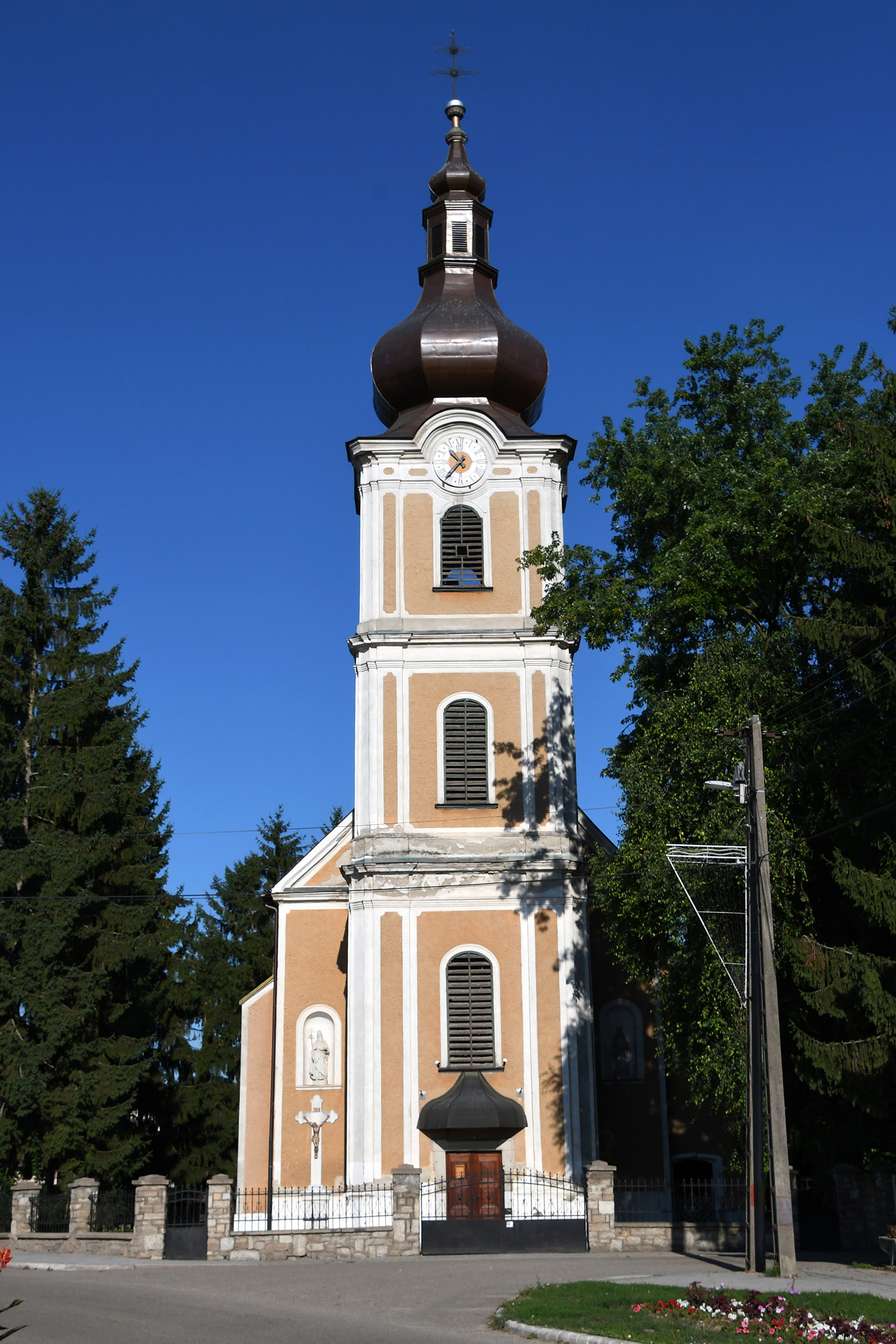
Magyarország kiemelkedő katolikus műemléke a szendrői, barokk stílusú Assisi Szent Ferenc-templom. Építése 1635-ben vette kezdetét

### A három részre szakított országban
Szendrő 1544-ben nyerte el a mezővárosi (oppidum) rangot, csakhamar azonban az oszmán megszállás fenyegette fejlődését, vára 1559-ben végvár lett. Gazdája, Bebek György 1562-ben a füleki bég fogságába esett, és bár konstantinápolyi fogságában is császárhű maradt, a Ferdinánd-párti császári seregek fővezére, kassai vagy felső-magyarországi főkapitány, Zay Ferenc 1563-ban rátette a kezét Bebek váraira, Szádvárra és Szendrőre. Utóbbi kapitányának a korábbi egri hőst, Zolthay Istvánt tette meg, aki 1572-ben itt bekövetkezett haláláig ellátta a feladatot. Bebek György 1565-ben visszanyerte szabadságát, majd a császáriaktól elfordulva János Zsigmond híve és főkapitánya lett. Ennek hallatán az új felső-magyarországi főkapitány, Schwendi Lázár császári katonaságot telepített Szendrőbe. Bebek 1567-ben utód nélkül meghalt, ezzel birtokai Szendrővel együtt de iure is a kincstárra szálltak.
Szendrőt ezt követően az 1570-es évekre jelentős végvárrá, egyúttal a balogi, krasznahorkai, putnoki és szádvári erődítéseket is magában foglaló várkörzet központjává szervezték, amelynek elsődleges feladata a felső-magyarországi bányavárosok védelme volt. A szendrői felső és alsó várban jelentős katonaságot állomásoztattak, 1582-ben 420 gyalogos, 80 lovas puskás és 200 könnyűlovas gondoskodott Szendrő védelméről. Felső-Magyarországon Eger és Szatmár után a Szendrőn állomásoztatták a legnagyobb helyőrséget. 1577-ben a bécsi Udvari Haditanács egy új szendrői erősség, a Németvár építéséről rendelkezett: ezt a palánkvárat a Bódva ágai vették körül, és az ártéren kiterjedt mocsárvidék védte. Érdekességként megjegyzendő, hogy innen emelkedett fel a Rákóczi-család: Rákóczi Zsigmond, későbbi fejedelem előbb lovastiszt, majd a szendrői magyar helyőrség vezetője volt, végül várkapitányként 1588-ban tette át székhelyét Egerbe.
Az 1580-as években vette kezdetét a legfontosabb szendrői erősség, a felső vár építése, miután az Udvari Haditanács belátta, hogy a közeli Kálvária-dombról a tüzérség által könnyedén belőhető Németvár nem alkalmas egy komolyabb ostrom kivédésére, a Bebek- vagy alsó vár pedig a hadügyi forradalom következtében teljesen elavult, ezért szükséges egy védettebb helyen – a mai Várdombon – egy modernebb, korszerű erődítmény felépítése.
Eger eleste, 1596 után Szendrő vára még közelebb került a török veszélyhez; megerősítését 1604-ben törvény írta elő. 1619-ben Bethlen Gábor erdélyi fejedelem kezébe került, de három év múltán, a nikolsburgi békében le kellett mondania róla. Később az alsó vár a Csákyak tulajdona lett, de a felső várban maradt a császár német katonasága. Később az alsó vár helyére és alapjaira is kastélyt építtetett a Csáky család – ez azonban nem azonos a főtértől délre álló, mai Csáky-kastéllyal.
A település megerősítésével párhuzamosan 1571-től rendszeresen – az 1578-as év kivételével – Szendrő várában tartották Gömör vármegye közgyűléseit, 1598-ban pedig a szendrői vár alkapitányát, Korláth Istvánt nevezték ki egyúttal vármegyei alispánná is. 1615-ben az akkor alakult és a 19. század közepéig fennállt Szendrői járás székhelye lett. 1612-ben a török által szorongatott szomszédos vármegye, Borsod nemessége is Szendrőbe helyezte át a székhelyét és 1660-ig ott tartották a megyegyűléseket. A teljesség kedvéért meg kell jegyezni, hogy a török uralom miatt önállóságát teljesen elvesztett Csongrád vármegyét 1647-ben közigazgatásilag Borsod vármegyével egyesítették, 1649. január 19-én a Szendrő városban egybegyűlt pecsételő széket Borsod és Csongrád vármegyék együttesen tartották, tehát egy harmadik vármegye, Csongrád megye közigazgatási székhelye is volt a város.
A reformátusok még 1565 és 1576 között szervezték meg szendrői egyházközségüket a Bebek család másik ágának támogatásával. 1625. november 12-én a nagy erővel megindult ellenreformáció jegyében II. Ferdinánd német-római császár, magyar és cseh király papot és kántortanítót küldött a szendrői, a Szentháromságról elnevezett kis katolikus kápolna számára. 1632-től ferences áldozópap működött a városban, majd 1635-ben Lósy Imre egri püspök lehetővé tette egy ferences kolostor alapítását a mezővárosban. A Szendrőt regionális vallási központtá emelő kolostor mellett egy barokk stílusú zárdatemplom építéséhez is hozzáfogtak, melyet a rendalapító Assisi Szent Ferenc tiszteletére szenteltek. Ennek alapjait 1635–1636-ban rakták le, későbbi, 1741-ben kezdődő átépítése és kibővítése révén az 1760-as évekre jött létre ma ismert alakjában a magyarországi viszonylatban is jelentős műemléknek számító Assisi Szent Ferenc-templom.

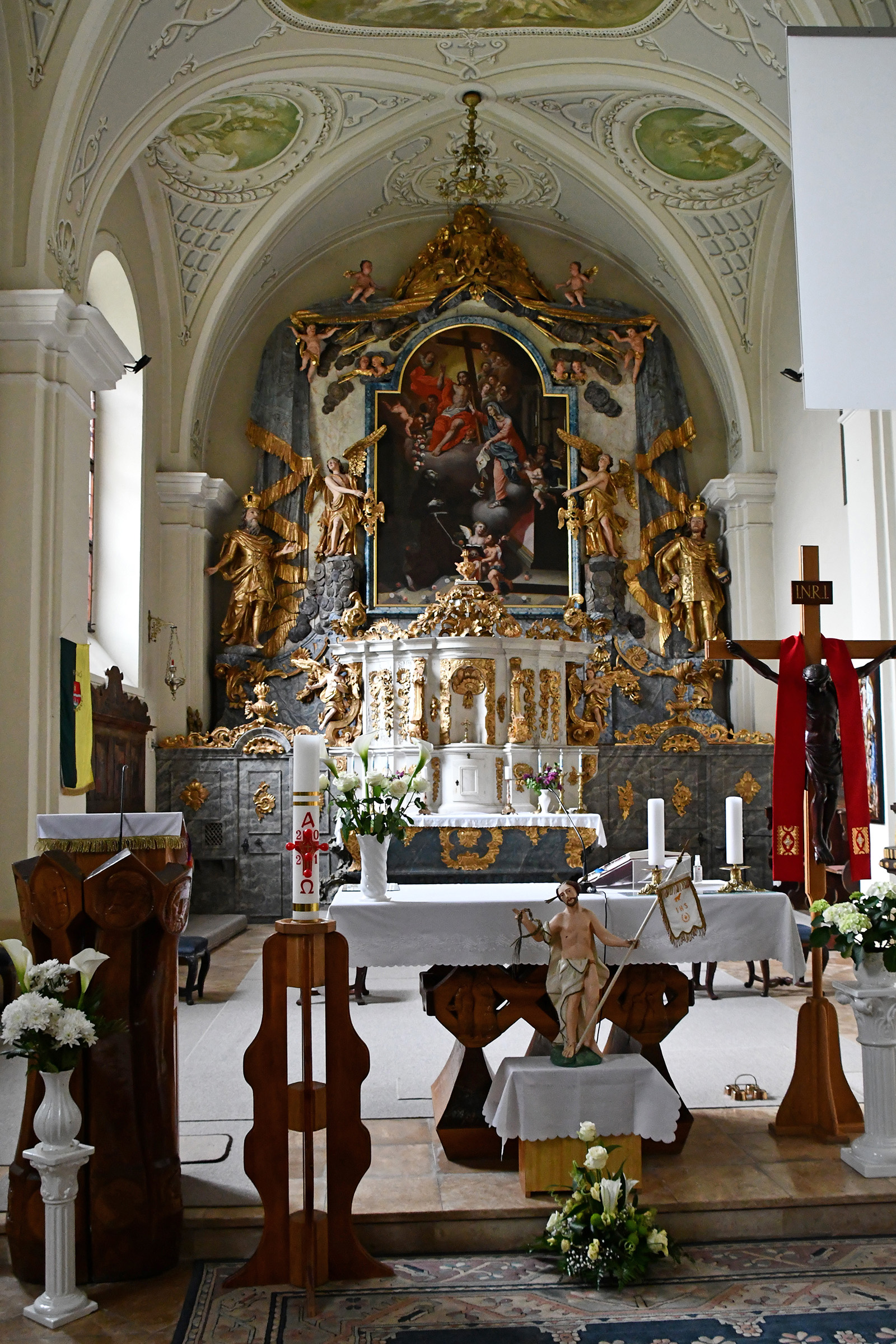
A szendrői barokk stílusú Assisi Szent Ferenc római katolikus templom szentélye

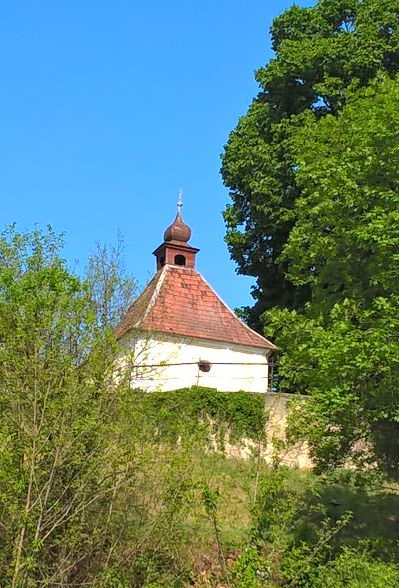
A szendrői barokk római katolikus kápolna a Kálvária-dombon

1644-ben I. Rákóczi György fejedelem felvidéki hadjárata során elfoglalta Szendrőt, de néhány hét múlva a császári seregek visszafoglalták, és erős őrséget helyeztek el benne. 1645-ben ismét körülzárták az erdélyi egységek, és az alsó várat el is foglalták, de a felső vár ellenállt. Az ostromlók elfoglalták a felső vár kútját, így az ostromlottak víz nélkül maradtak. Az erdélyiek már a rohamot fontolgatták, amikor elfogtak egy, az ostromlott várból Murányba levelet vivő német muskétást. Kiderült, hogy a német kapitány felkészült az ostromra, és álcázott puskaporos hordókat ásatott a rohamozók útjába. Az elbizonytalanodott erdélyieket az időközben megérkező császári felmentő csapatok megtámadták és elzavarták. 1646-ban a romos alsó várat Wesselényi Ferenc megvásárolta, majd saját költségén helyreállíttatta.
A felső várban 1652-ben 86 német gyalogos, 103 hajdú, 557 huszár, 10 tüzér és 4 rendkívüli besorolású katona szolgált. A várnak több 17. századi ábrázolása maradt fenn: ezekből tudjuk, hogy szabálytalan ötszög alaprajzú, bástyás építmény volt, sarkain három óolasz, illetve két újolasz füles bástyával, közepén hagymasisakos, nyolcszögletű toronnyal.
1659–1668 között Köleséri Sámuel, a híres nagyváradi professzor volt a református lelkész Szendrőben. Már a 17. század első felében igen jelentős református iskola található a településen, mely elsősorban a helybeli, nagyszámú, kálvinista nemesség igényeit szolgálta ki. A 17. század közepén körülbelül 150 református nemesi család élt a mezővárosban. Az iskola a sárospataki kollégium rektoriái közé tartozott.
1661-ben a híres hadvezér, a szentgotthárdi győző, Raimondo Montecuccoli császári tábornok Szendrőre érkezett húszezer fős, Kemény János erdélyi fejedelmet a török ellen támogatni hivatott seregével.
1664-ben a szendrői hadi mustrán ötezer ember jelent meg.
1671-ben a ferences kolostort konvent ragjára emelték.
1672-ben a kurucok megszállták a települést, ezért a felső vár német parancsnoka felgyújtatta az alsó várat, de azt idővel újjáépítették.
1683-ban Sobieski János lengyel király Bécs alól diadalmasan hazatérőben megszállt Szendrőn.
1685-ben a szendrőiek több labanc várral összefogva felégették az akkor kuruc kézen lévő Ónodot. A szendrői kapitány megtámadta Miskolcot is.

### A 18. század
A vár utolsó császári-királyi parancsnoka Alfons Malvezzi gróf volt. 1702-ben a császár elrendelte az erősség lebontását, nehogy (ismét) a kurucok kezébe kerüljön – a rendelet végrehajtására azonban nem volt idő: 1704-ben a vár a kurucok megszállták. Őrségéből mindazok, akik nem akartak II. Rákóczi Ferenchez átállni, könnyű fegyvereikkel, kibontott lobogóval és dobszóval elvonultak a lengyel határhoz. Mivel a vár elveszítette stratégiai szerepét, 1707-ben Rákóczi felrobbantatta. Köveit széthordták a település háború utáni újjáépítéséhez.
1766-tól önálló, a ferences kolostortól immár független római katolikus plébánia jött ismét létre Szendrőben.
1789. november 18-án II.József német-római császár, magyar és cseh király felvilágosult abszolutizmus szellemében fogant rendelete értelmében – mely a ferences rendet is feloszlatta a Habsburg Monarchiában – a szendrői kolostor megszüntetésre került. A kolostorépületet plébániaként használta tovább a katolikus egyház.

### 19. század
1808-ban készült el a római katolikus plébánia saját, máig használt épülete.
Az 1829-es katolikus „canonica visitatio” – egyházlátogatás, melyet a püspök, vagy a nevében eljáró valamely kanonok végzett az egyházmegye plébániáin – megállapítja, hogy Szendrőben: „állandó, elkülönített, száz gyermek befogadására alkalmas tanhelyiség van a kántoriális épületben.” A katolikus vallású tankötelezettek száma 1829-ben 112 fő. Az akkori iskolaépület 1820-ban épült.
1835-től 1844-ig márkus- és batizfalvi Máriássy Gábor (1807–1871) későbbi címzetes paleopoliszi püspök, az 1870-es I. Vatikáni Zsinat résztvevője volt a katolikus plébános Szendrőben.
1836 – a szendrői zsidó hitközség első rabbija, Wolf Tannenbaum jesivát, azaz felsőbb fokú izraelita iskolát alapított a településen, mely egyike volt a Magyar Királyság leglátogatottabb jesiváinak. Ezekben a tanulók az alsóbb fokú iskolai tanulmányaik után a zsidó vallás alapjait sajátíthatták el. Az intézmény 19. század utolsó harmadában szűnt meg.
1875 – az új törvényi előírásoknak (1868. évi XXXVIII: törvénycikk a népoktatásról) megfelelő, modern katolikus iskolaépület elkészülte Ujhelyi Lajos esperes munkálkodásának hála, gróf Csáky István egri érsek és Pallavicini Hyppolit őrgróf jelentős anyagi hozzájárulásával.
1884-ben alapították a zsidó népiskolát, átlagban 25-30 tanulója volt. Első tanára Gábel Gyula.
Az 1896-ban megépült Bódva-völgyi vasút megerősítette Szendrő szerepét a környék kereskedelmében.

### 20. század
1914-ben a Fő utca 6. szám alatt elkészült a református iskola kőből és téglából rakott, 3,5 méteres belmagasságú új, korszerű iskolaépülete.
1929: az új katolikus népiskola építése. A folyton bővülő gyereklétszám miatt az 1920-as évekre a korábbi iskola is szűknek bizonyult. A szendrői oktatás fejlesztéséhez igen kedvező körülményeket teremtett gróf Klebelsberg Kunó kultuszminisztersége. A mai iskola legrégebbi szárnyának megépítését a Gacsal-dűlőben szántás közben megtalált híres és kiemelkedő jelentőségű gótikus szendrői monstrancia Magyar Nemzeti Múzeum általi megvásárlása, az iskolafenntartó államsegély ( 70 000 pengő ), kölcsön ( 3000 pengő ) tette lehetővé. Az építkezés teljes költsége az akkor jelentős összegnek számító 126 000 pengőre rúgott. A modern és korszerű épület hat, egyenként 63 m²-es tanteremből, – azaz minden évfolyamnak külön terem jutott – plusz 520 m² udvarból állt. Építését kellemesi Melczer Sándor esperes plébános, Lengyel István káplán, bessenyői Szabó István igazgató-tanító, Gergely István gondnok, valamint az iskolaszék tagjai: Beresnyák János, Fazekas István, Hudák József, Jónyer András, Lang István, L. Molnár István, Nagy István, ifj. Spisák József, Szaniszló Ferenc, Szkiba János és Szkiba András kezdeményezték.
1953-tól 1993-ig B. Kiss János kanonok, esperes, plébános 40 éven át volt Szendrő köztiszteletnek örvendő, szeretett katolikus papja.
Szendrő 20. századbeli történetének legjelentősebb eseménye az 1956-os forradalom helyi eseményei voltak. A szendrői forradalom, mint egy előjátékának tekinthető az Erdőgazdaságnál, – amely a Tsz után a község legnagyobb foglalkoztatója volt, – október 24-én történt események. Az Erdőgazdaság két dolgozója, dr. Kováts Lajos és Dzsupin György a kormány politikája ellen tiltakozva beadványt készítettek, amelyben kérték a Megyei Pártbizottságot, hogy politikai ügyekben mellőzzék a statáriális eljárást, továbbá kérték a szovjet csapatok kivonását, valamint az erdészeti dolgozók bérének emelését. Beadványukat az igazgató kivételével, az erdészet minden dolgozója aláírta, majd azt a személyügyi előadó, – aki egyben párttitkár is volt – eljuttatta azt a Megyei Pártbizottsághoz. Október 26-án a főmérnök kezdeményezésére megválasztották a szendrői Erdőgazdaság hattagú Munkástanácsát. A Munkástanács október 30-án felfüggesztette állásából az igazgatót.
Október 26-án reggel 9 óra körül a község piacterén több száz lakos gyűlt össze. A parázs hangulatú gyűlésen több felszólalás hangzott el. A felszólalók követelték a szovjet csapatok kivonását néhány helyi vezető beosztású kommunista azonnali felelősségre vonását. L Molnár György bányász beszédet mondott, és elszavalta a „Nemzeti dal”-t. A tömeg egy emberként követelte a szovjet emlékmű ledöntését. Azt először dömperrel akarták elhúzatni, de azon nem volt teher, így kerekei kipörögtek, s nem bírt a gránit oszloppal. Végül egy lánctalpas traktorral döntötték le, és zúzták össze mint a kommunista diktatúra jelképét.
Ez után a tömeg a Tanácsházára vonult, ahol a miskolci DIMÁVAG Gépgyár 21 pontos követeléséhez csatlakozva összeállították a helyi követeléseket. A listával küldöttség indult gépkocsival a megyeszékhelyre, ahol átadták azt a Megyei Munkástanácsnak.
A Községi Munkástanácsot október 27-én este választották meg a kultúrházban, elnöke dr. Hatvani Viktor lett. Hatvani nem akart a gyűlésen részt venni, mert egy éve szabadult a politikai fogságból, de küldöttség ment érte azzal, hogy „Hatvani bácsi tessék jönni, mert vér fog folyni, megölik az összes kommunistát”. A választás után Hatvani beszédet mondott, amelyben nyugalomra intette a lakosságot. Ezután nemzetőrséget állítottak fel, amelynek parancsnoka Varga Ferenc rendőrtörzsőrmester lett. Lukács János vb elnök át akarta adni a tanácsháza kulcsait Hatvaninak, azonban ő ezt visszautasította és kérte, hogy a vb továbbra is dolgozzon, intézze az ügyeket a Munkástanács nevében. Ekkor Hajdú Dániel szólalt fel és kérte, hogy akik a Kisgazda Párt tagjai voltak, illetve tagjai szeretnének lenni, maradjanak, mert újraalakul a párt.
Október 29-én tartották az Edelényi Járási Munkástanács választását, amelyre meghívták Szendrő küldöttségét is. A választáson a község képviseletében dr. Hatvani Viktor, L. Molnár György, dr. Kováts Lajos és Dudás János földműves jelent meg. A járási munkástanács ideiglenes elnökének Hatvanit választották. Október 30-ra Hatvani Szendrőn gyűlést hívott össze, amelyen bejelentette lemondását. A megüresedett munkástanács-elnöki tisztségére Berezsnyák Istvánt jelölték, de ő vonakodott azt elvállalni. Miután azonban Hatvani Viktor kijelentette, hogy „a tanácsnál minden marad, mint idáig volt, a tanács végzi munkáját”, Berezsnyák elfogadta jelölését, így a munkástanács elnökévé őt választották.
A Községi Munkástanács és a Nemzetőrség a szovjet csapatok bevonulásának hírére november 5-én befejezte működését. Hatvanit november 24-én letartóztatták, de az edelényi, az ormosbányai bányászok és a szendrői téeszdolgozók sztrájkkal támogatott követelésére tizenkét nap múlva szabadon bocsátották.
A megtorlás 1957 tavaszán kezdődött. A felelősségre vonás elől L. Molnár György emigrált. Hatvani Viktort és Kováts Lajost azonban 1957. március 3-án, illetve 4-én letartóztatták, majd az edelényi járási és községi munkástanács, illetve nemzetőrség vezetőivel együtt perbe fogták. Első fokon Hatvani Viktort életfogytiglani, dr. Kováts Lajost 7 évi börtönbüntetésre ítélték. Hatvani büntetésének a legsúlyosabbra történő változtatását dr. Vida Ferenc, a Legfelsőbb Bíróság tanácselnöke, mérlegelte, de végül helyben hagyta az elsőfokú ítéletet. Rajtuk kívül Berezsnyák Istvánt, Dudás Jánost, Ivanics Jánost, Hajdú Dánielt, Kusztván Istvánt, Papp Jánost, Princz Józsefet egy éven belüli börtönbüntetésre, illetve internálásra ítélték. A rendőrségi vizsgálatok kegyetlenek voltak. Kusztván Istvánt például úgy megkínozták, hogy szabadulása után néhány hónappal meghalt.
(Források: Kiss József „LEVÉLTÁRI FÜZETEK” Borsod-Abaúj-Zemplén Megye 1956. 2008. a BAZ Megyei Népbíróság 1075/1957, valamint a MNK legfelsőbb Bíróságának Népbiztonsági Tanácsa Nbf. II.5011/1958/33 dokumentumai)
1973-1974 között kiépült a vezetékes ivóvízellátás. 1996-ban újra várossá nyilvánították.

### 21. század
1990-től 2006-ig Mester Árpád volt a polgármester, őt 2006-2013 között Szaniszló János követte. 2013 óta pedig Tomorszki István a város vezetője, akit 2014-ben nagy többséggel újraválasztottak tisztségére. A 2019-es önkormányzati választás eredményeként, kiemelkedően magas, 64.74 %-os részvételi arány mellett Dolányi János (független) lett a polgármester 41.06 %-os támogatottsággal, a további három polgármester jelölt a következő eredményeket érte el: Bodnár-Pásztor Edina (Fidesz-KDNP): 23.14 %, Jósvay István (független) 20.93 %, Tomorszki István (független): 14.87 %.

## Közélete

### Polgármesterei
| Időszak   | Polgármester       | Párt        |
| --------- | ------------------ | ----------- |
| 1990–1994 | Mester Árpád Tibor | SZDSZ-FKgP  |
| 1994–1998 | Mester Árpád Tibor | SZDSZ-EKgP  |
| 1998–2002 | Mester Árpád Tibor | független   |
| 2002–2006 | Mester Árpád Tibor | független   |
| 2006–2010 | Szaniszló János    | független   |
| 2010–2013 | Szaniszló János    | független   |
| 2013–2014 | Tomorszki István   | Fidesz      |
| 2014–2019 | Tomorszki István   | Fidesz-KDNP |
| 2019–2020 | Dolányi János      | független   |
| 2020–2024 | Szaniszló János    | független   |
| 2024–     | Szaniszló János    | KDNP-Fidesz |

A településen 2013. április 21-én időközi polgármester-választást kellett tartani, mert az előző polgármester lemondott tisztségéről. A lemondás oka összeférhetetlenség volt, mivel kinevezték a kazincbarcikai járási hivatal vezetőjének, s így előző pozícióját nem tarthatta meg. A választást, melyen öt jelölt indult, az addigi alpolgármester nyerte, Fideszes jelöltként.
A 2019-ben polgármesterré választott Dolányi János 2020. február 27-én lemondott, ezért ismét időközi polgármester-választásra került sor. A választást eredetileg még május 17-ére tűzték ki, de a koronavírus-járvány kapcsán elrendelt korlátozások miatt akkor már nem lehetett megtartani, csak a veszélyhelyzet feloldása után, 2020. szeptember 20-án. Ez utóbbi választás hét, kivétel nélkül független jelöltje között a leköszönő polgármester nem indult, két hivatali elődje, Tomorszki István és (a 2013-ban ugyancsak lemondással távozó) Szaniszló János viszont igen; a mandátumot végül utóbbi szerezte meg.

## Szendrő mint „a vándorló várak városa”

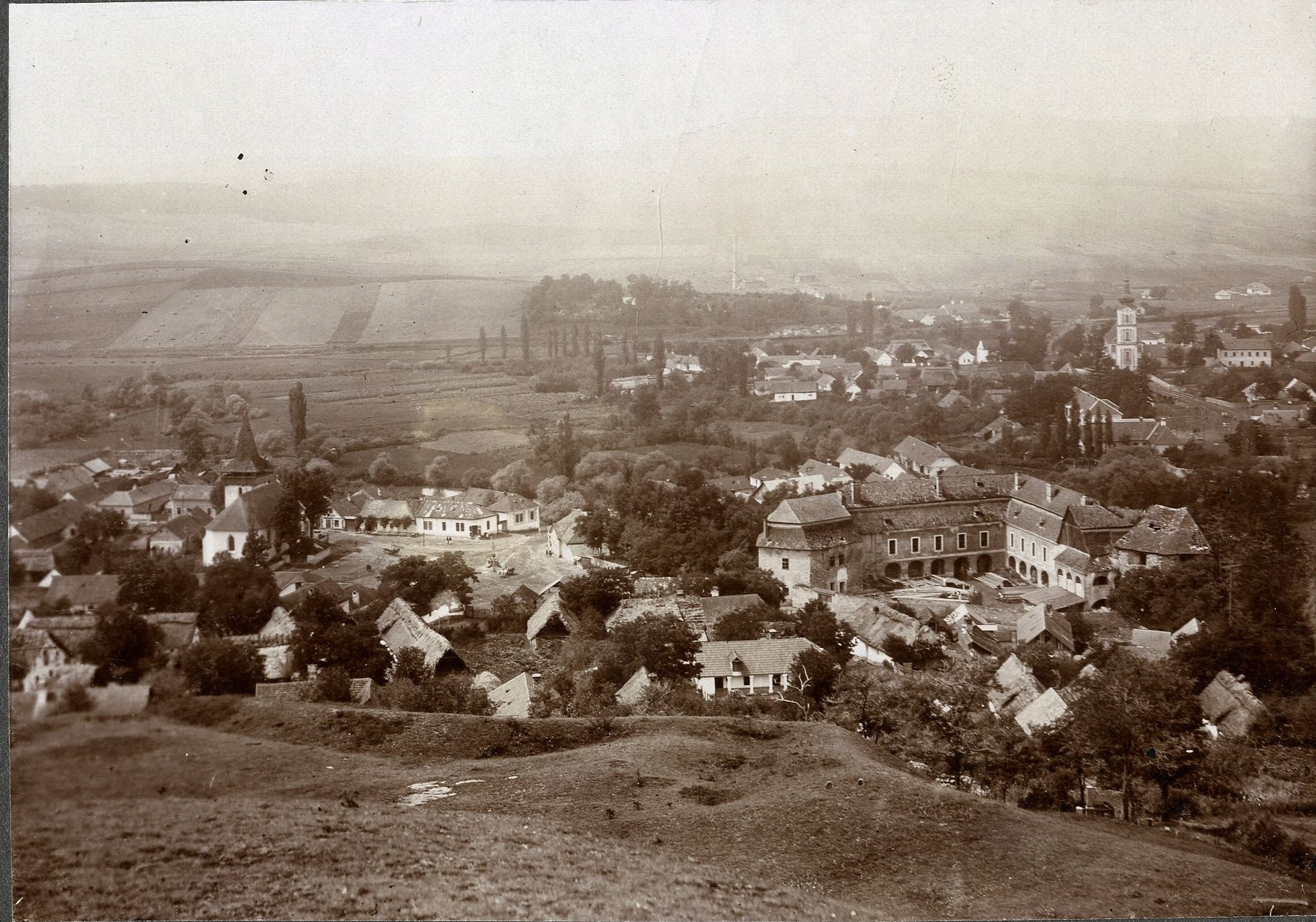
A régebbi, nagyobb méretű, mára elpusztult Csáky-kastély és környéke a 20. század elején

Szendrőben legalább három, de talán négy különböző erődítmény is állt a település történelme során. Ezek részben nem egy időben léteztek, s helyileg is más-más helyen álltak, innen kapta Szendrő a vándorló várak városa elnevezést. A legrégebbi ismert vár feltehetően 14. századi eredetű. A középkori szendrői várral, vagy várakkal kapcsolatban számos nyitott kérdés még megválaszolatlan. A 14. század közepén már királyi tulajdonban volt. Nem tudni, hogy ezt az erősséget az Anjouk építették-e, vagy egy korábban keletkezett magánvárat szerzett meg az uralkodó. Ez nem a későbbi felső vár helyén, azaz a Várdombon keresendő, a régészek szerint valószínűleg a 16. századi Bebek-vár (vagy Alsó-vár) helyén, a mostani főtértől északra állt. Azonban lehetséges más helyszín is. Szendrő 1559-ben vált végvárrá. Amikor tulajdonosa, Bebek György 1563-ban a füleki bég fogságába esett, a kassai, vagy felső-magyarországi (partes superiores regni Hungariae) főkapitány (supremus capitaneus confiniorum) attól tartott, hogy a török váltságdíj gyanánt elfoglalja a várat, ezért császári katonaságot telepített Szendrőbe a korábbi egri hős, Zolthay István vezetésével. Az Udvari Haditanács által 1577-ben rendezett bécsi nagy hadi tanácskozás (Hauptgrenzberatschlagung) már a kibontakozó európai hadügyi forradalom jegyében egy új szendrői erősség, a Német-vár építéséről rendelkezett: ezt a palánkvárat a Bódva ágai vették körül, és az ártéren kiterjedt mocsárvidék védte. Ez időben Szendrő a felső-magyarországi főkapitányság (generalátusság) egyik várkörzetének központja volt; alá tartozott többek között Szádvár, Krasznahorka és Balog vára is. A legfontosabb szendrői erődítmény, az olasz stílusú (trace italienne) felső vár építése a mai Várdombon az 1580-as években kezdődött, miután a császári hadvezetés belátta, a Német-vár a környező Kálvária-dombról tüzérségi tűzzel könnyedén belőhető, ezért egy komolyabb ostromot nem állna ki. A felső vár végső formáját csak az 1660-as évekre nyerte el.

## Szendrő mint három vármegye székhelye
1578-tól Szendrő várában tartották Gömör vármegye közgyűléseit, és Szendrő a vármegye székhelye lett. 1613 és 1660 közt Borsod vármegye székhelye, 1615-től a 19. század közepéig a Szendrői járás székhelye. A teljesség kedvéért meg kell jegyezni, hogy a török uralom miatt önállóságát teljesen elvesztett Csongrád vármegyét 1647-ben közigazgatásilag Borsod vármegyével egyesítették, 1649. január 19-én a Szendrő városban egybegyűlt pecsételő széket Borsod és Csongrád vármegyék együttesen tartották, tehát egy harmadik vármegye, Csongrád megye közigazgatási székhelye is volt a város.

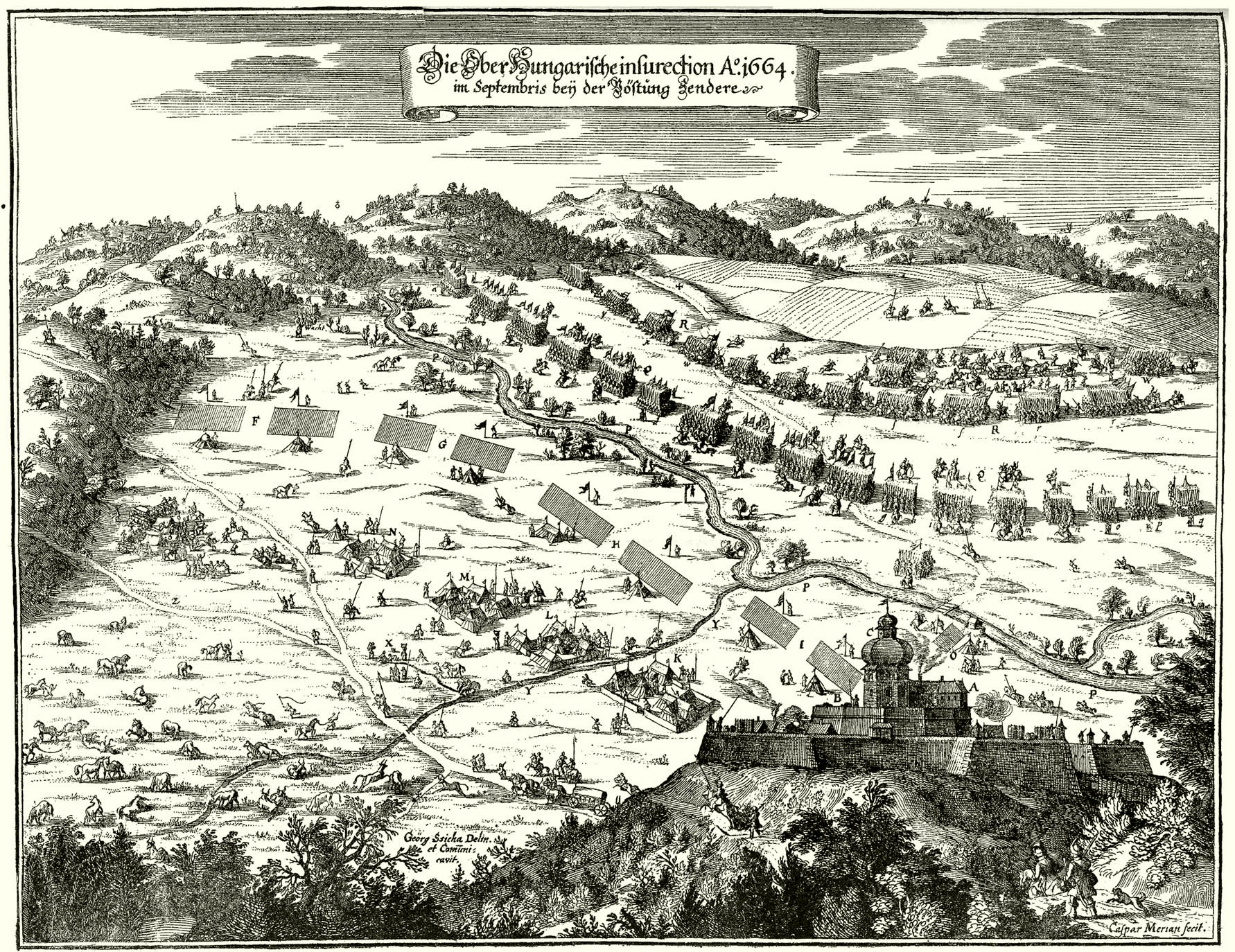
Szendrőt 1664-ben ábrázoló metszet

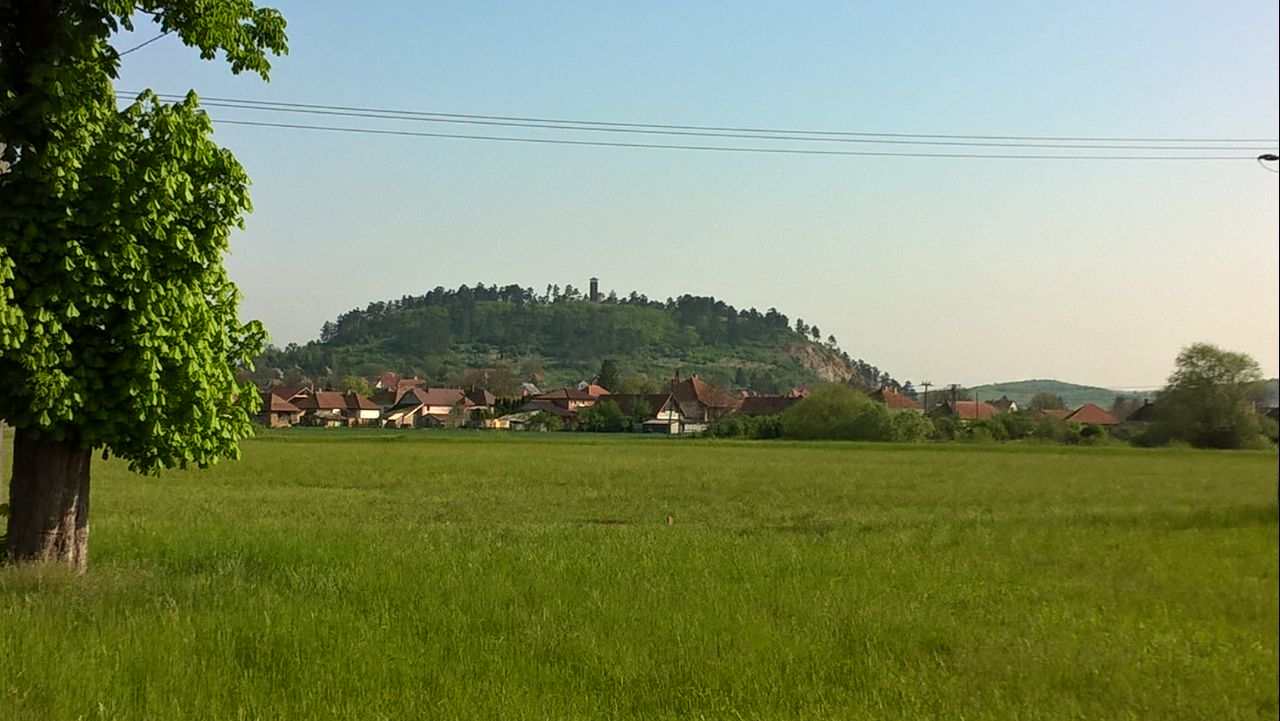
A szendrői felső várnak helyet adó Várdomb a kilátóval, 2020-ban

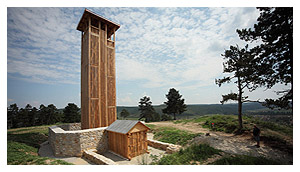
A felső vár egykori lőportornyának helyén épült faszerkezetes kilátó

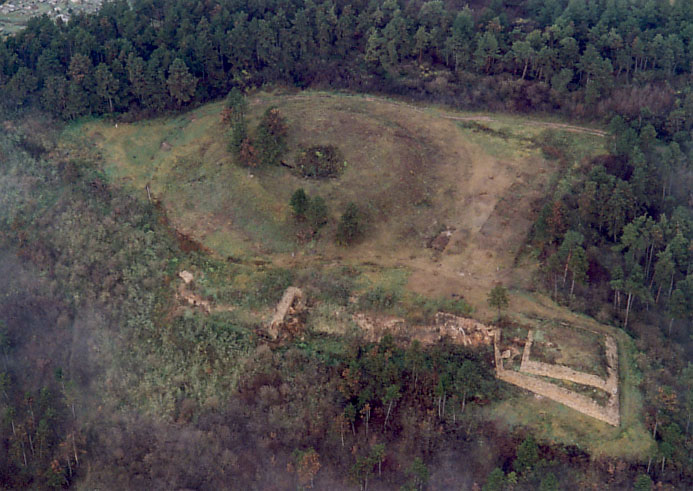
A szendrői felső vár romjai a Várdombon, a kilátó építése előtt

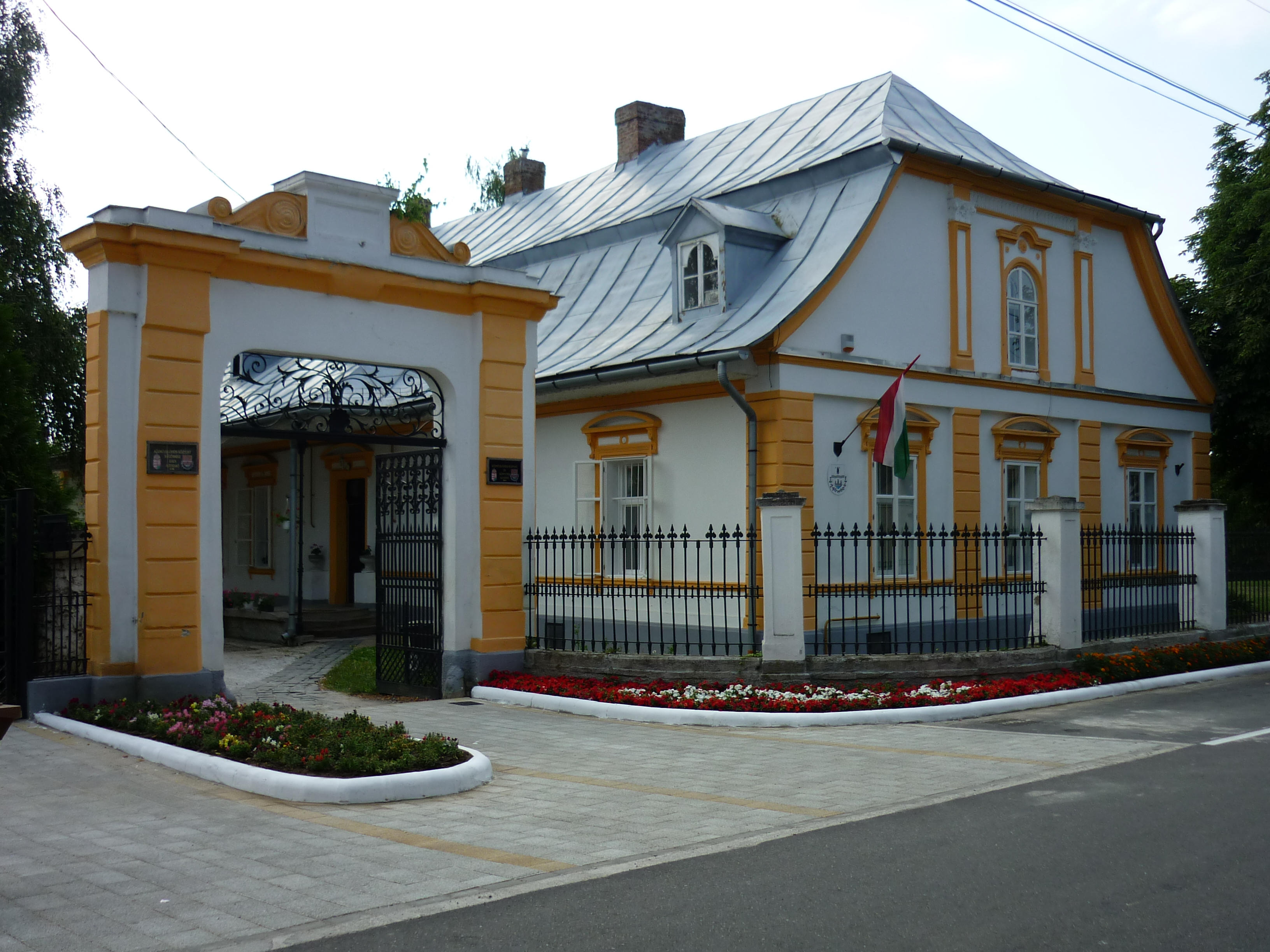
A kettő közül máig fennmaradt, kisebb Csáky-kastély bejárata

## Népesség
A település népességének változása:
| Lakosok száma | 4228 | 4255 | 4260 | 4146 | 4010 | 4004 | 3961 |
|               | 2013 | 2014 | 2015 | 2021 | 2022 | 2023 | 2024 |

2001-ben a település lakosságának 83%-a magyar, 17%-a cigány nemzetiségűnek vallotta magát.
A 2011-es népszámlálás során a lakosok 90,7%-a magyarnak, 21,3% cigánynak, 1% németnek mondta magát (9,1% nem nyilatkozott; a kettős identitások miatt a végösszeg nagyobb lehet 100%-nál). A vallási megoszlás a következő volt: római katolikus 56,6%, református 12,9%, görögkatolikus 2,5%, felekezeten kívüli 10,8% (17% nem nyilatkozott).
2022-ben a lakosság 91%-a vallotta magát magyarnak, 32,8% cigánynak, 0,6% németnek, 0,2% szlováknak, 0,1-0,1% bolgárnak, ukránnak, románnak és lengyelnek, 0,8% egyéb, nem hazai nemzetiségűnek (8,9% nem nyilatkozott; a kettős identitások miatt a végösszeg nagyobb lehet 100%-nál). Vallásuk szerint 57% volt római katolikus, 11% református, 2,3% görög katolikus, 1,3% egyéb keresztény, 6,9% felekezeten kívüli (21,2% nem válaszolt).

## Látnivalók, programok
- Szendrő magyarországi viszonylatban is kiemelkedő jelentőségű műemléke az 1635-től épült, barokk stílusú Assisi Szent Ferenc római katolikus templom, melyről egy 47 perces kisfilm is készült 2015-ben. Ez megtekinthető a hivatkozott linken.[26]
- Szendrői várak romjai
  - a város felett találhatók a néhai felső vár romjai, itt jelenleg is dolgoznak a régészek (a délkeleti bástya megtekinthető)
  - a néhai Alsó-vár (más néven Bebek-vár), maradványainak részletei megtekinthetők a nemrégiben épült buszparkolóból (két lőrés és egy falszakasz jól látható). A húsbolt mellett álló lakóházat az Alsó-vár romjain felépített kastély maradványaiból építették. A református templom külön álló harangtornya feltehetően egykor az Alsó-vár egyik bástyája lehetett.
  - a Német-vár a római katolikus templom és a mellette lévő egykor ferences kolostor (ma általános iskola) és a körülötte lévő, akkoriban fallal körülvett, Német-városnak nevezett rész.

- Csáky-kastély
- Kékfestőház Múzeum

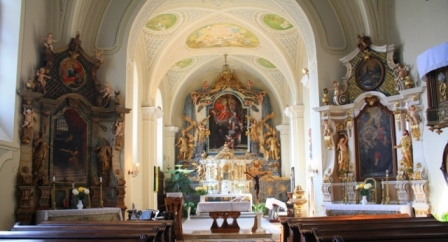
A szendrői Assisi Szent Ferenc Római Katolikus Templom főoltára, valamint Szent Anna és Páduai Szent Antal mellékoltárai.

- Tornamúzeum: 2013. szeptember 25-én nyílt meg a Magyar Torna Szövetség védnöksége mellett a Sportgaléria és Szabadidőház a felújított Hadházy kúriában. A gyűjtemény anyagát dr. Urvári Sándor (Szendrő, 1935. május 31.) tornászedző, tanár, a magyar tornasport kiemelkedő alakja, Szendrő díszpolgára adományozta a városnak. A kiállítás tárgyai korábban, 2010. december 10-től a szendrői Városházán voltak megtekinthetőek. Igazi különlegességnek számít többek között egy körülbelül 2500 éves ógörög diszkosz.
- Iskolatörténeti kiállítás
- Amerikás ház (Pedellusház)
- Közel a Rakaca-víztározó
- 1995-ben a településen található 10 barlangot az Aggteleki-karszt és a Szlovák-karszt többi barlangjával együtt az UNESCO a világörökség részévé nyilvánította. Ezek a barlangok a Csengő-zsomboly, a Szendrői 1. sz. barlang, a Telekes-völgyi 1. sz. barlang, a Telekes-völgyi 2. sz. barlang, a Telekes-völgyi 3. sz. barlang, a Telekes-völgyi 6. sz. barlang, a Telekes-völgyi 7. sz. barlang, a Telekes-völgyi 9. sz. barlang, a Telekes-völgyi 10. sz. barlang és a Telekes-völgyi 11. sz. barlang.
- A Vitézlő nevű, országosan hirdetett gyalogos és kerékpáros teljesítménytúrát a természetjáró szakosztály szervezi minden tavasszal
- Szendrő körül gyalogszerrel nevű túrát a természetjáró szakosztály szervezi minden ősszel
- A Bebek portya jelvényszerző túramozgalmat a természetjáró szakosztály szervezi; egész évben teljesíthető
- Turistaútvonalak Szendrőből Abodra, a Telekes-patak völgyébe (az Ördög-gáthoz), a Rakacai-víztározóhoz
- Minden évben „Szendrői városnapok”
- Hősi emlékmű: Az első és második világháború szendrői származású hősi halottainak, katonai és civil áldozatainak, valamint a környéken zajló harcokban elesett magyar, német, román és különböző nemzetiségű szovjet katonáknak állít emléket az 1808-ban épült római katolikus parókia előtti parkban látható impozáns Hősi emlékmű.
- Bányászemlékmű: Szendrő város önkormányzata a helyi nyugdíjas bányászok egyesületével közösen 2006. szeptember elsején avatta fel a település bányászai és bányászati hagyományai előtt tisztelgő emlékművet.
- Wass Albert-emlékmű: Szendrő városának főterén áll a magyar író és költő, gróf szentegyedi és cegei Wass Albert (1908. január 8. – 1998. február 17.) emlékműve.
- Kilátó

## Testvérvárosai
- Leutershausen, Németország
- Torna, Szlovákia

## Híres emberek
- A vár első ismert kapitánya az a Cselenfi Sándor fia János volt, aki a Károly Róbert és családja elleni, 1330-as Zách Felicián-féle merényletet meghiúsította. Ezután 1355–1360 között volt itt várkapitány.
- Rákóczi Zsigmond későbbi erdélyi fejedelem katonai karrierje Szendrőből indult, gazdasági és házasságpolitikájának köszönhetően vagyoni felemelkedése is a városhoz köthető. Zsigmond előtt a kisnemesi család több tagja is a Bebekek familiárisaiként Szendrőben élt.
- Őrgróf Pallavicini Roger (1814–1874) a olasz eredetű Pallavicini család tagja volt, aki a 19. század közepén került a szendrői Csáky-kastély birtokába. Feleségül vette Vay de Vaja et Luskod Euláliát (1812–1873), a Csáky család tagjának, körösszegi és adorjáni gróf Csáky Zsigmondnak korábbi feleségét. A válás után Pallavicini Roger a református vallást vette fel.Házasságuk révén Roger örgróf örökbefogadta Eulália két fiát, Zsigmondot és Hippolytot – utóbbi valójában Pallavicini Roger saját vér szerinti gyermeke volt. Az örökbefogadás és a családnév egyesítése császári jóváhagyással történt: I. Ferenc József királyi engedéllyel hivatalosan is létrejött a Őrgróf Csáky-Pallavicini de Körösszegh et Adorján családnév, amely a két régi nemesi família örökségét egyesítette.
- 1835-től 1844-ig márkus- és batizfalvi Máriássy Gábor (1807–1871) későbbi címzetes paleopoliszi püspök, az 1870-es I. Vatikáni Zsinat résztvevője volt a katolikus plébános Szendrőben.
- Itt élt hosszabb-rövidebb megszakításokkal Dobog Béla költő (* Becskeháza, 1954). Kötetei: Hazát kiáltok (1987), Meztelen fájdalom (1998), Gyönyörű homlokaink (2001), Szél szállít virágot (2003). Itt hunyt el 2004-ben.
- 1830-ban Szendrőn született Róth Zsigmond, majd 1856-ban Pesten vette feleségül az ott született Duller Máriát. Zsigmond (csakúgy, mint az ő apja, Sámuel) üvegesként dolgozott – 1859-ben avatta mesterré az 1860-ig fennállt Pesti Üveges Céh. Ő volt többek között az Ybl Miklós tervei alapján, 1873-ban épített Fővámház (a mai Corvinus Egyetem), a régi Nemzeti Színház, a Vasudvar és az 1877-ben épített Nyugati pályaudvar üvegese is. Zsigmondnak és Máriának nyolc gyermeke született, közülük hárman váltak művésszé. Zsigmond egyre jelentősebb vagyonából bérházakat épített (ezek közül ma is áll a Múzeum körút 19-es) – élete végén azonban csődbe ment és elszegényedve, a kor szóhasználatával „vagyonbukottként” halt meg. A családi hagyományt fia, Róth Miksa folytatta.

## Szendrő a kultúrában

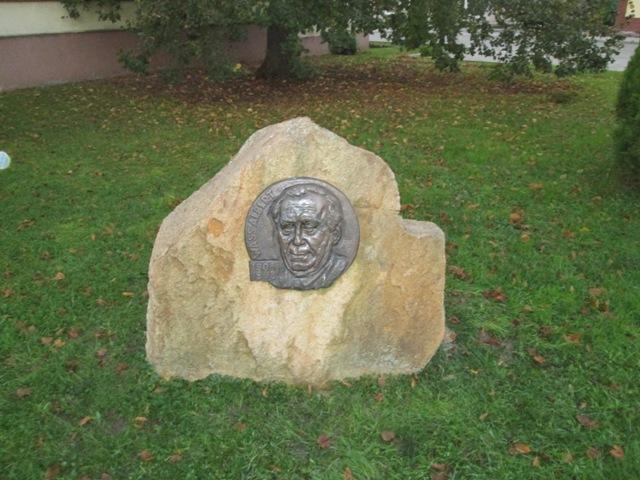
A város főterén áll a magyar író és költő, gróf szentegyedi és cegei Wass Albert (1908. január 8. – 1998. február 17.) emlékműve

A szendrői várban írták a 16. század két, az irodalomtörténetben számontartott verses művét. Ismeretlen szerzőiket:
- Ismeretlen Énekmondó, illetve
- Szendrői Névtelen néven említik.
- Thaly Kálmán: Zákány István (részlet) Vasárnapi Ujság 1856. szeptember 21-én (38. szám.)

Történeti költői beszély

Bódva vize mentén, Szendrő város felett

Láthatni egy kopár, magánálló hegyet;

Itt ott egy omladék, egy kőhalom rajta –

Nem döntötte még le az idők viharja.

Pedig az enyészet falán folyvást romból, –

Míg végre emlék se marad fönn a romból!

Minden év leszakít belőle egy követ…

Hiába, a földön mindent romlás követ!

Hajdanta e helyen hírneves vár állott,

S most csak e csonka fal, e kőhalom áll ott;

csonka fal… kőhalom … ismerjetek rája:

Íme romjaiban, híres Szendrő vára!

## Galéria

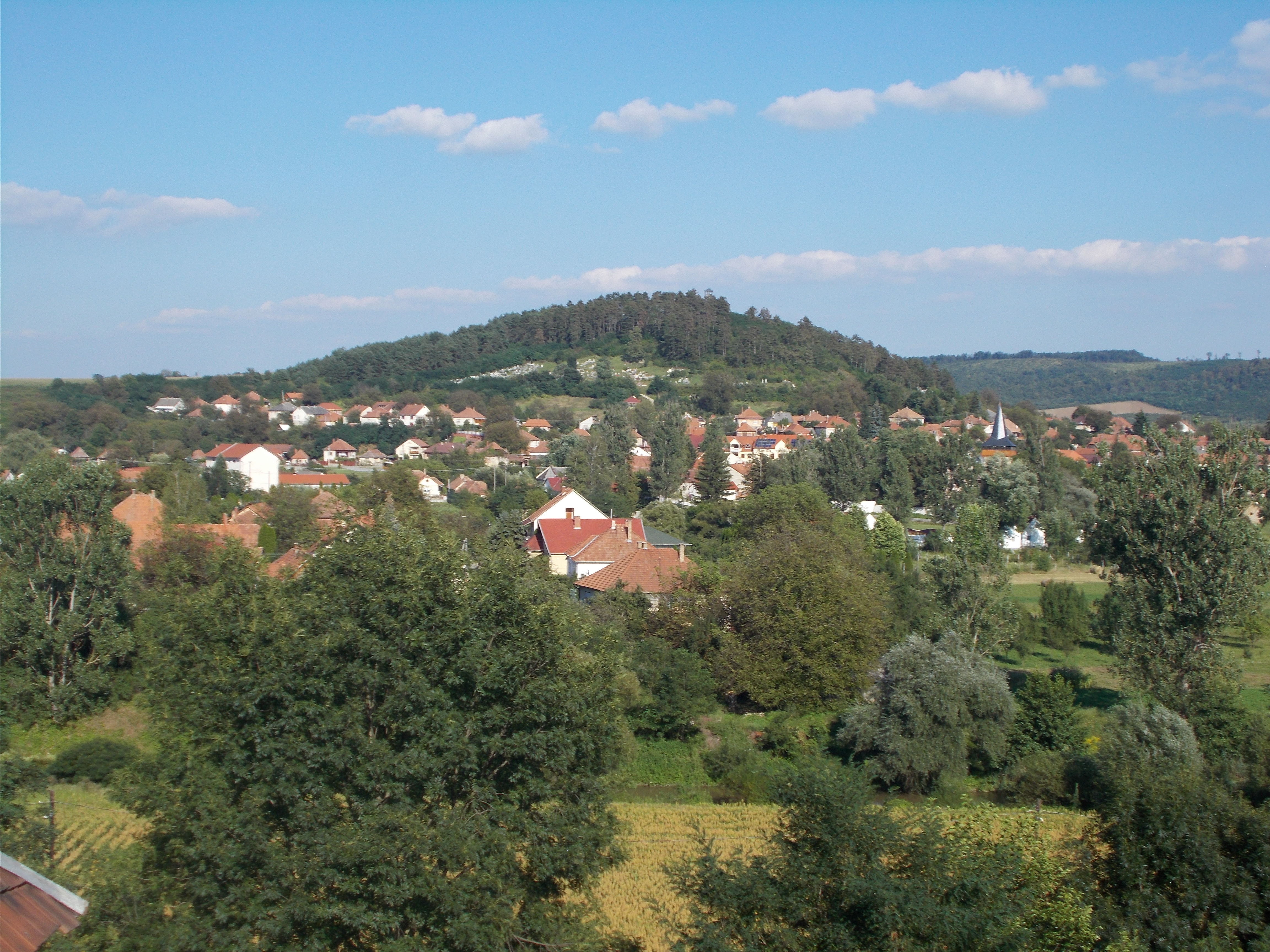
Szendrő látképe 2020-ban, a Kálvária-dombról
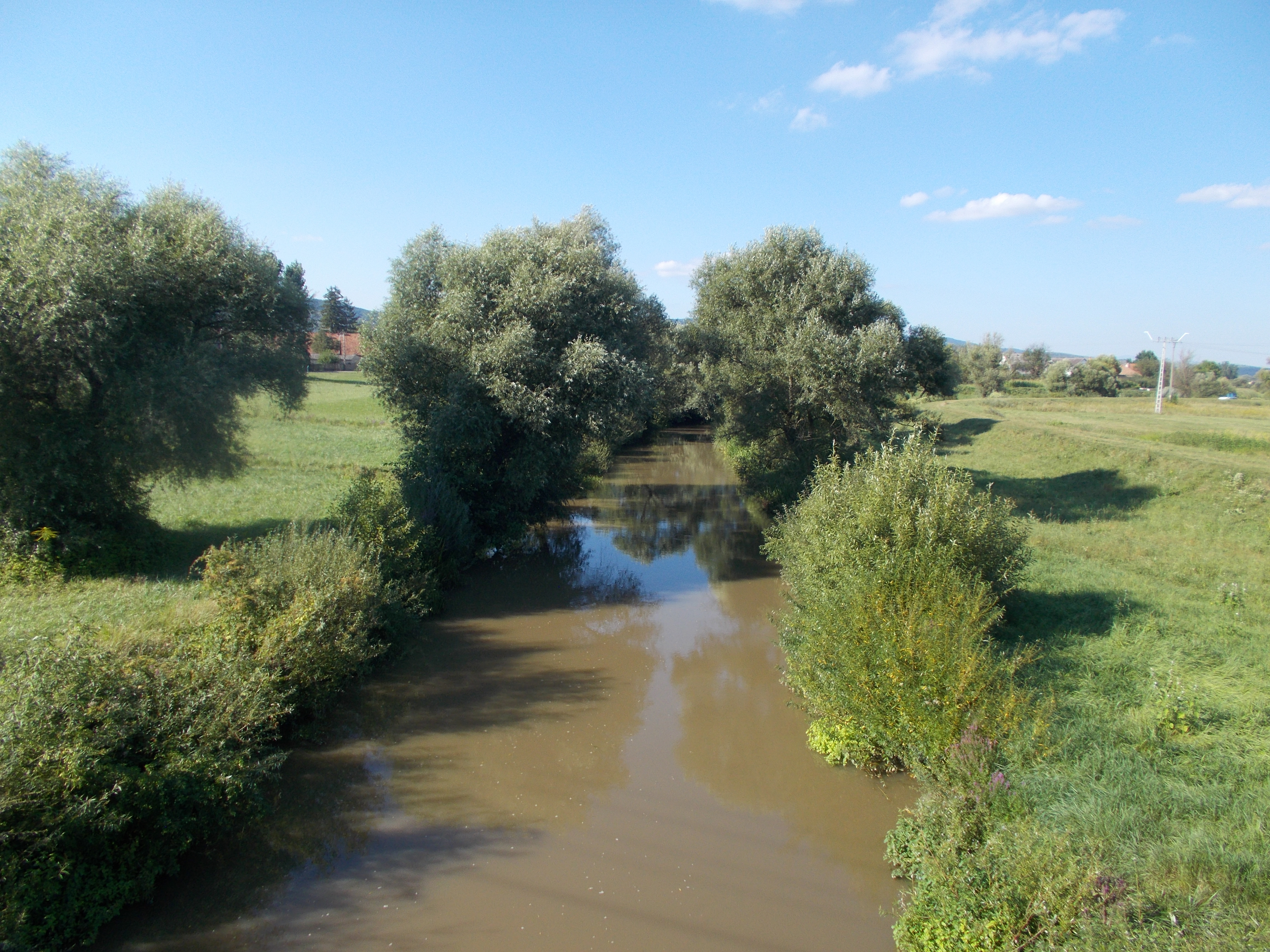
A Bódva Szendrőnél
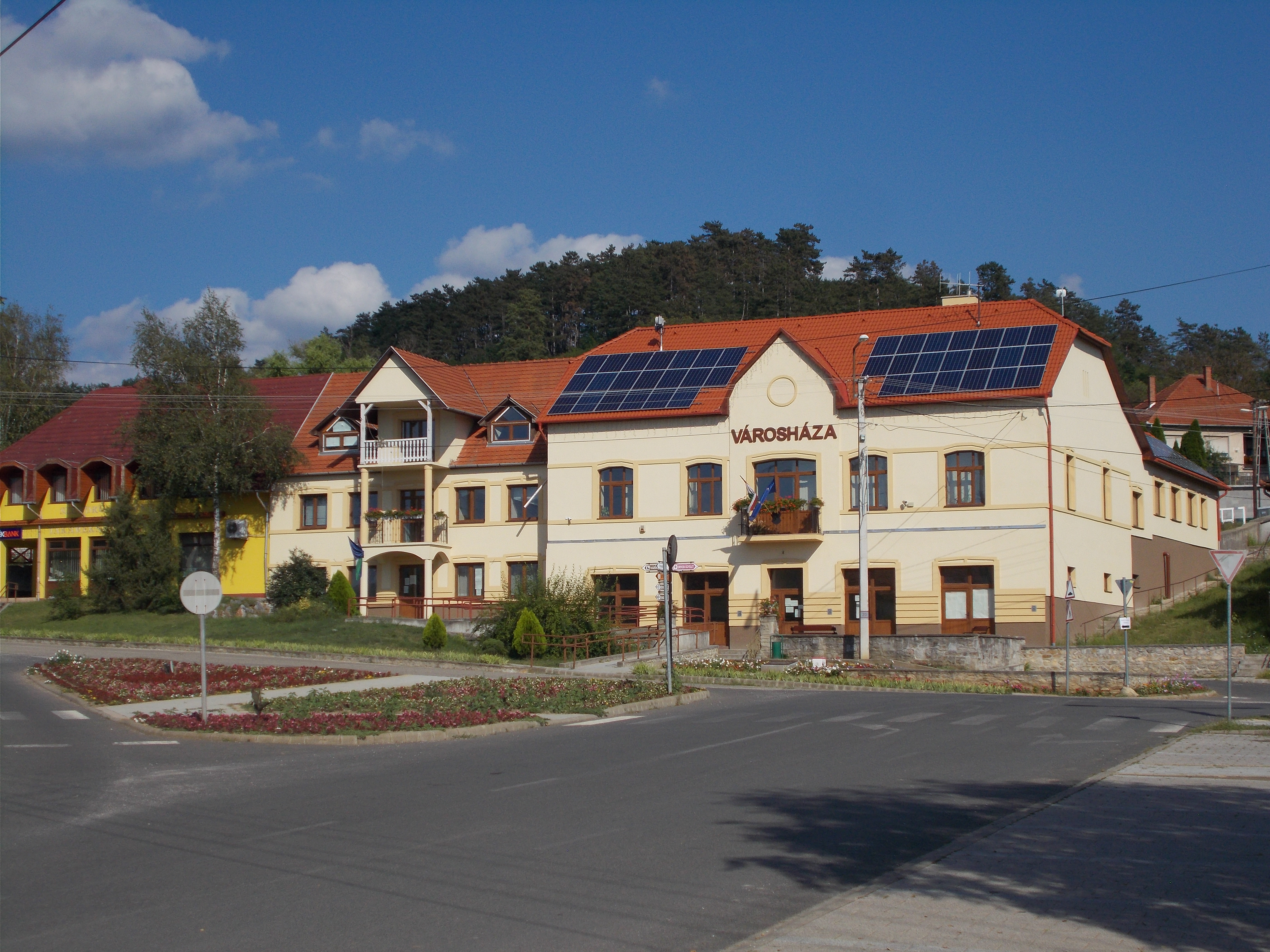
A szendrői városháza
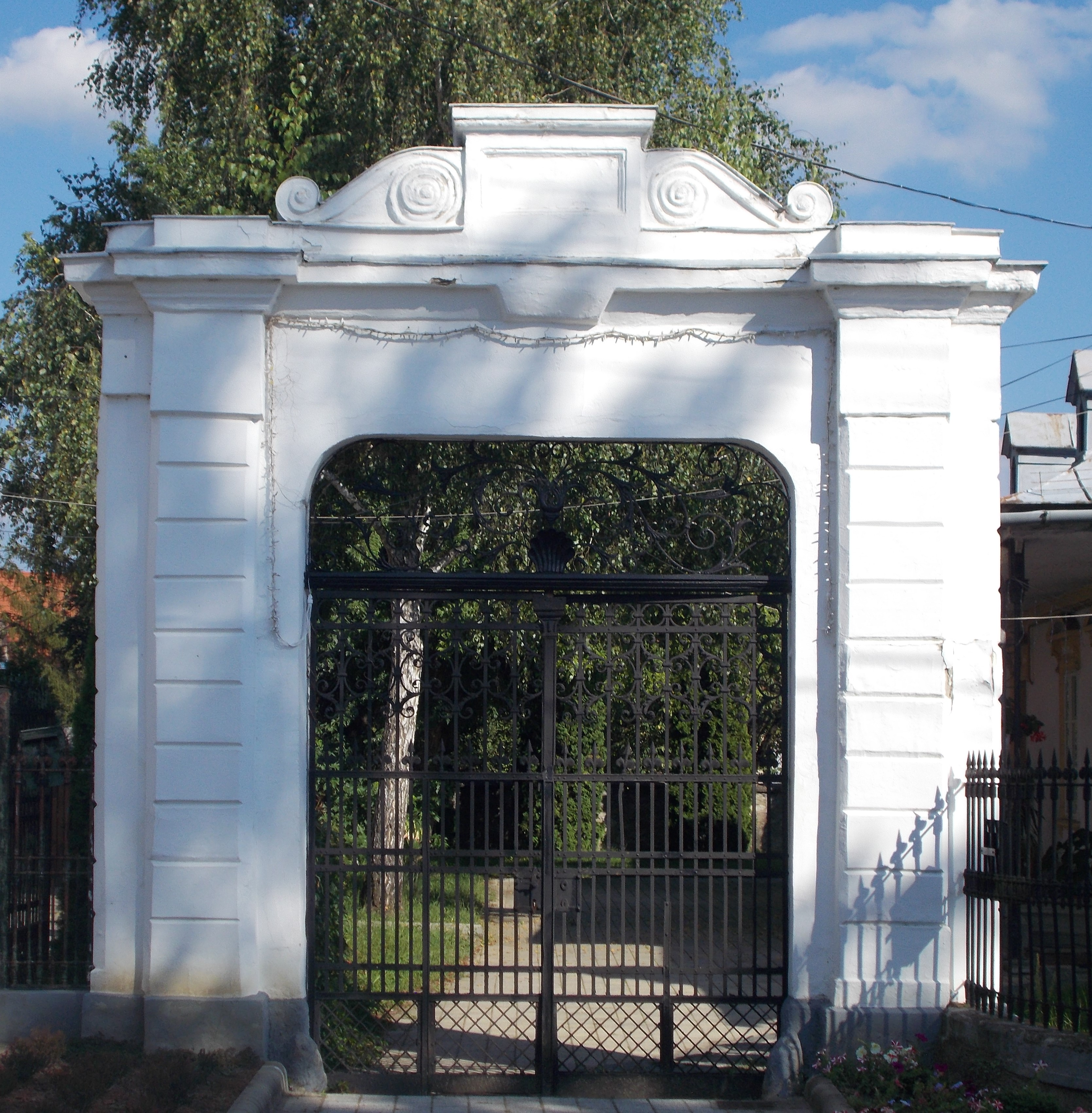
A szendrői Csáky-kastély kovácsoltvas kapuja
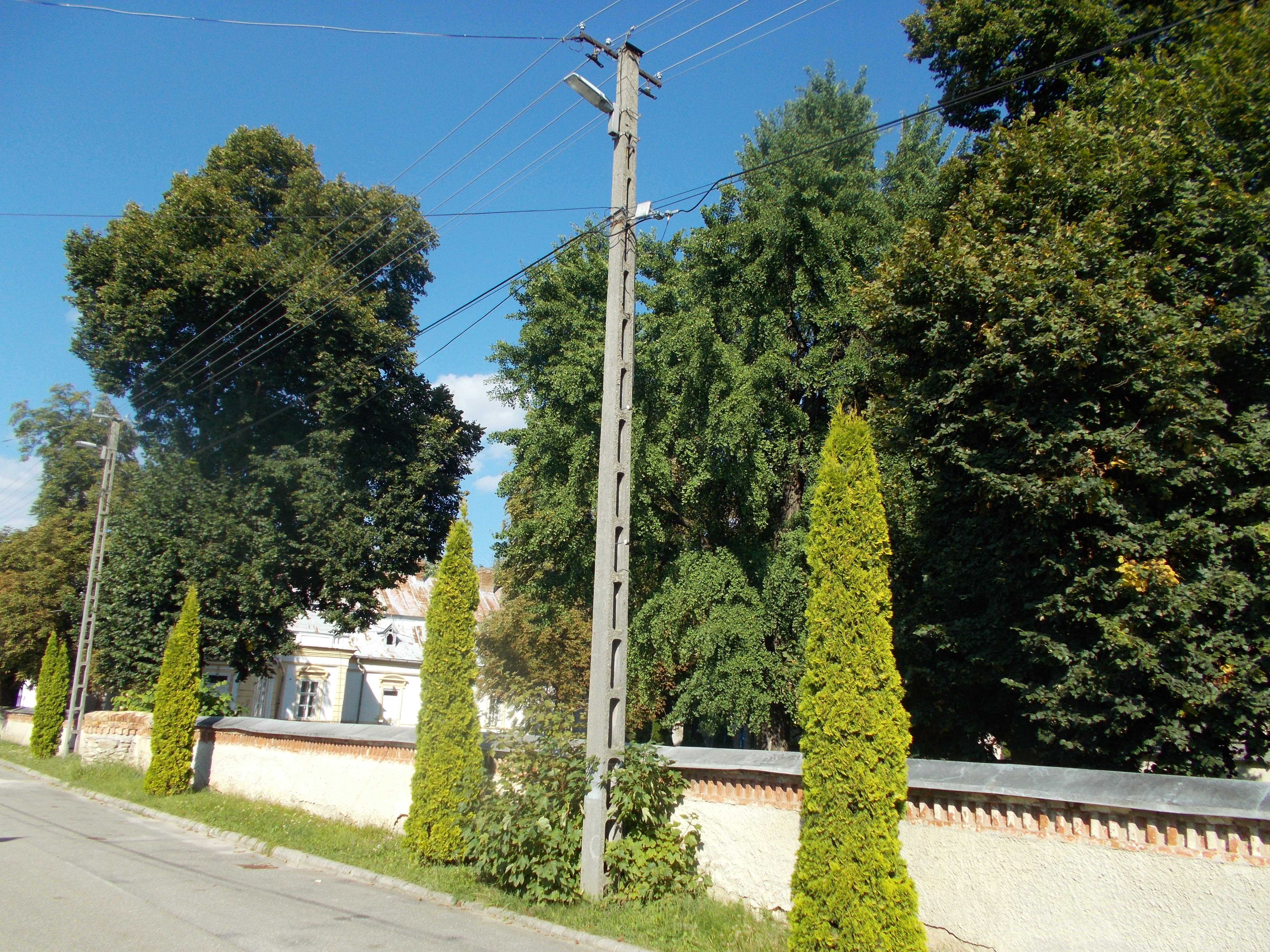
A szendrői Csáky-kastély parkjának részlete
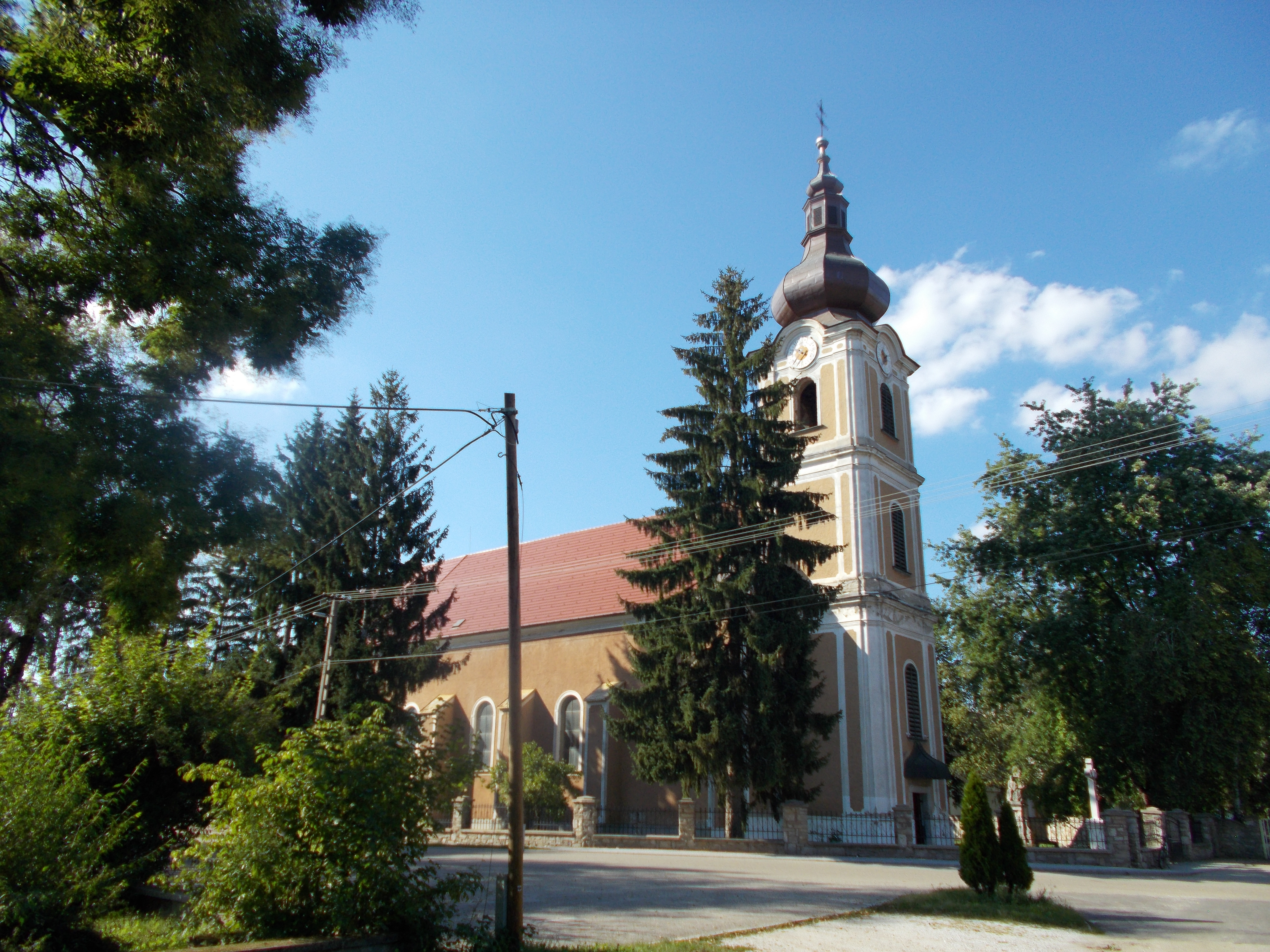
A szendrői római katolikus templom 2020-ban
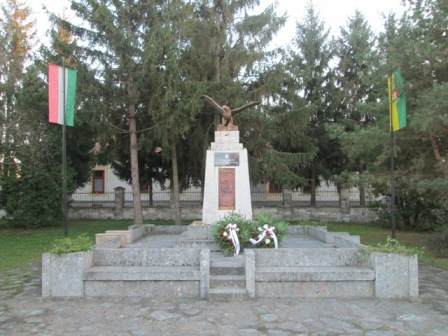
A szendrői Hősi emlékmű
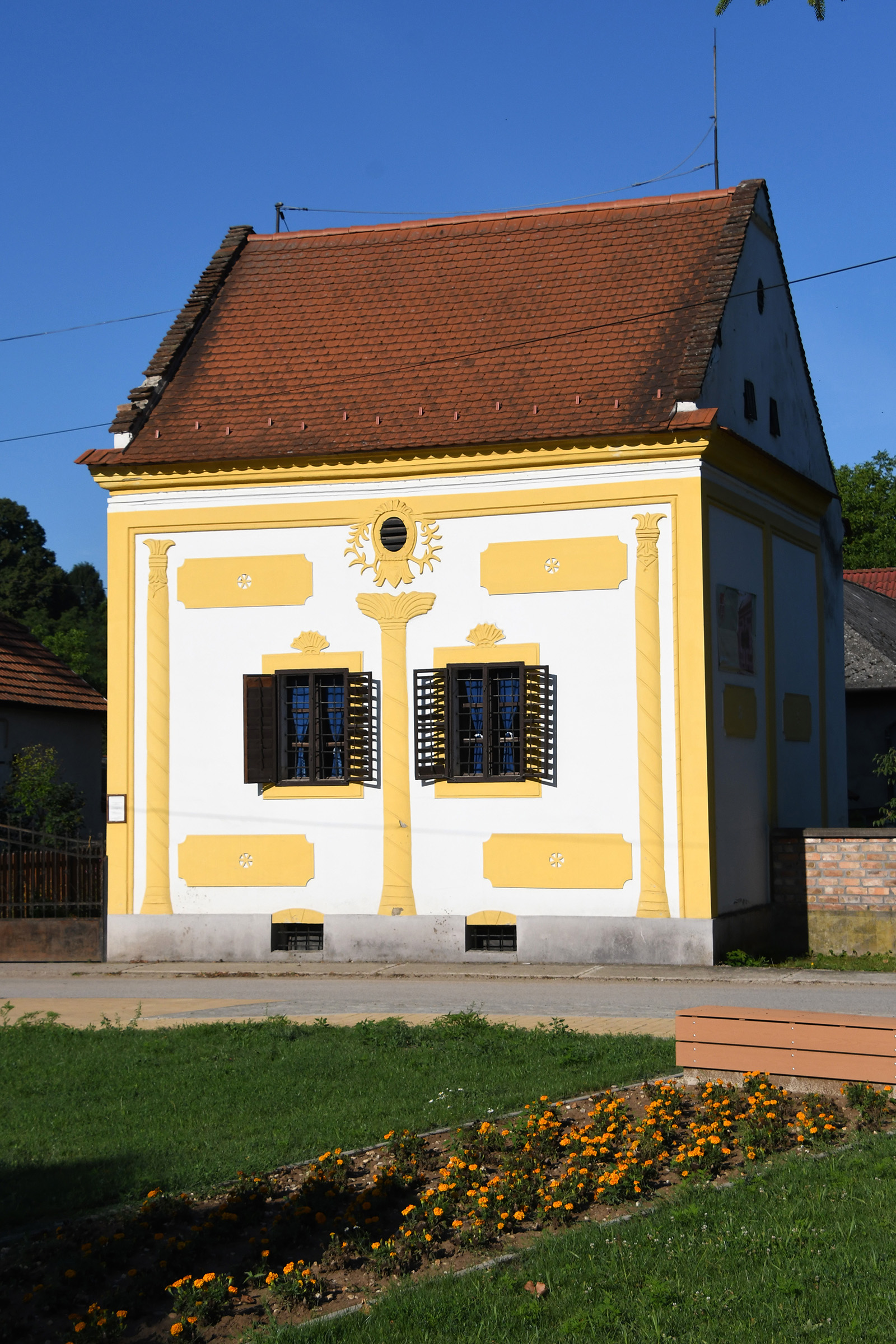
A szendrői Festőház
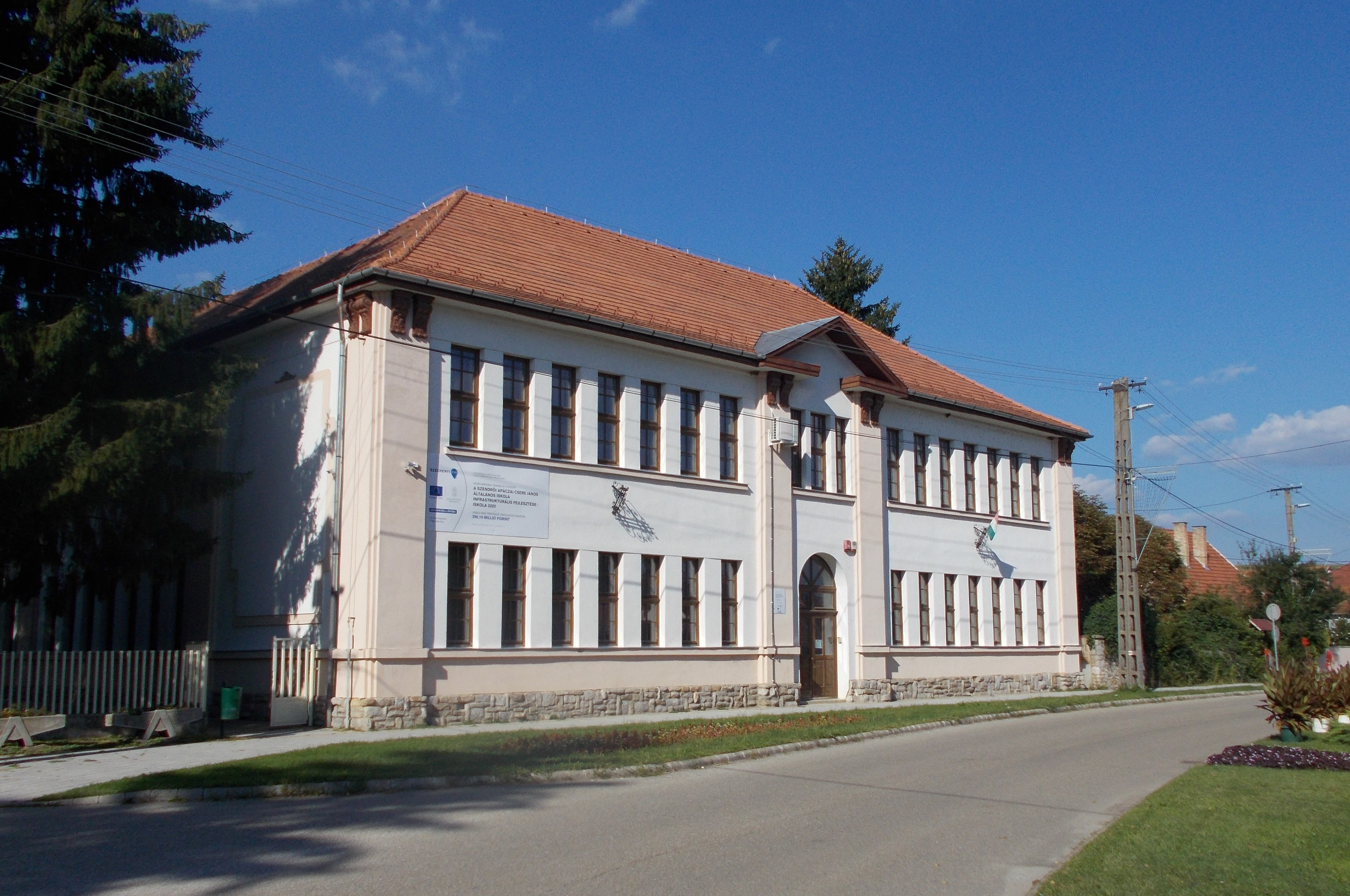
A szendrői Apáczai Csere János Általános Iskola főépülete
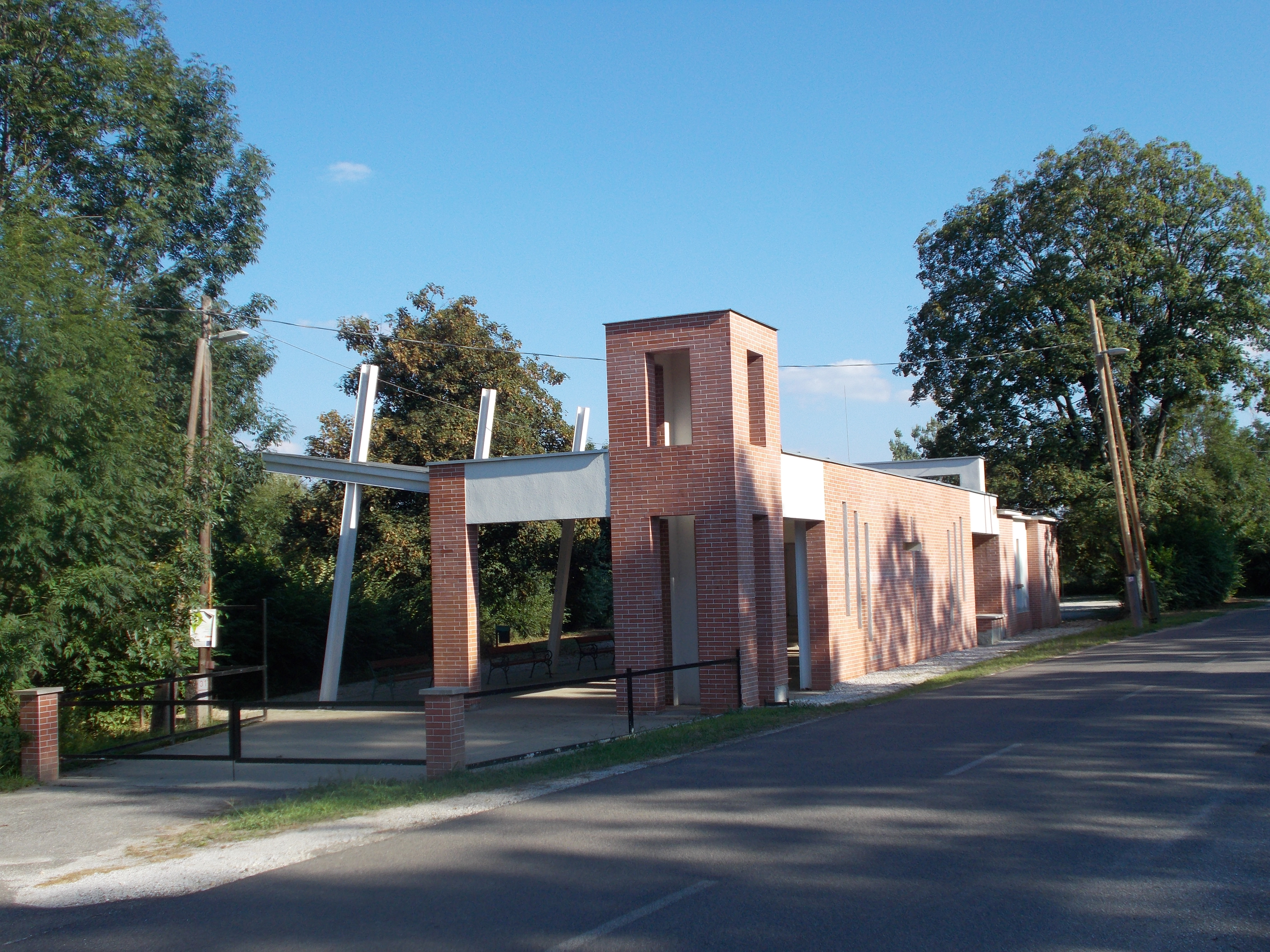
A szendrői ravatalozó